# Fight of Animals
『Fight of Animals』（ファイトオブアニマルズ、繁体字台湾語: 動物之鬪）は、台湾のインディーゲームスタジオDigital Crafterが開発・発売した対戦型格闘ゲーム。インターネット・ミームとなった動物の画像をもとに描かれたキャラクター同士による対戦が行われる。

## システム
Digital Crafterが2017年に発売した対戦型格闘ゲーム『Fight of Gods』のシステムを踏まえつつ、よりシンプルなものになっている。これは、格闘ゲーム初心者への間口を広げようという狙いがある。なお、インターネット・ミームを題材としたのも同様の考えに基づいている。
1人プレイ用の連戦モード「Arcade」のほか、オフラインまたはオンラインでの対人戦を行うこともできる。
攻撃の種類は、弱攻撃、強攻撃のほか、スキルボタンと方向キーを用いて発動させるスキル攻撃がある。これらを組み合わせてコンボ状態を作り出すことができるが、対戦前に「アシストモード」の設定をオンにすると一つの攻撃ボタンを押し続けるだけでコンボがつながるようになる。
相手への攻撃ヒット時、スキル使用時、相手からの攻撃ヒット時に画面下の「パワーゲージ」が溜まる（相手への攻撃ヒット時に最も多く増加する）。このゲージが溜まりきると、相手に大ダメージを与える「スーパースキル」か相手からの攻撃を完全に防ぐ「バースト」のどちらか一方を使用することができる。

## キャラクター
キャラクターの順番は公式発表順に記載している。
Power Hook Dog
公式画像： / 元ネタ：
人間のような筋肉質の両腕を持つイヌ。拳による強力な打撃攻撃を繰り出す。
Mighty Fox
公式画像： / 元ネタ：
両腕を組み直立するキツネ。攻撃時には腕を一切使わず素早い蹴り技を駆使する。
Walking Cat
公式画像： / 元ネタ：
眼光が鋭い二足歩行のネコ。小柄でリーチは短いがコンボがつながりやすい。
Magic Squirrel
公式画像： / 元ネタ：
水を操る能力を持つリス。前方に水を発射する遠距離攻撃を得意とする。
Crowrilla
公式画像： / 元ネタ：
ゴリラのような胴体を持つカラス。ジャンプ中に羽ばたいて飛距離をわずかに伸ばす能力を用いる。
Muscle Beluga
公式画像： / 元ネタ：
人間のような両腕を持つ筋肉質なシロイルカ。巨体を生かした肉弾戦を行う。
Slender Cat
公式画像： / 元ネタ：
胴体が非常に長いネコ。その体を生かし、空中の相手や少し離れた相手に対して容易に攻撃をあてることができる。
Tricky Fox
公式画像：
Mighty Foxの変種キャラクター。Arcadeモードのボスとして登場し、クリアすると操作キャラクターに追加される。
Bad Dog
公式画像：
Power Hook Dogの変種キャラクター。Arcadeモードのボスとして登場し、クリアすると操作キャラクターに追加される。
Egg Dog
公式画像： / 元ネタ：
卵型の体に2本の足がついたイヌのような生物。全身のトゲ化や体当たり、小型爆弾といった多彩な攻撃を行う。

## 受賞
- BIC（朝鮮語版） Awards 2020 「Exellence in Multiplayer」[25]